# Backflip Studios
Backflip Studios és un desenvolupador i publicador de videojocs amb seu a Boulder (Colorado), Estats Units. L'empresa va ser fundada per Julian Farrior, Dale Thoms i Tom Blind l'abril de 2009. L'agost del 2009 es va annunciar que la companyia havia recaptat 145.000 $ en fons per continuar amb el desenvolupament pel sistema iPhone. Són coneguts pel joc per a iOS, Paper Toss, el qual ha estat descarregat 24 milion de vegades des del seu lliurament.